# Hypocrisy (album)
 (mai 2015).
Si vous disposez d'ouvrages ou d'articles de référence ou si vous connaissez des sites web de qualité traitant du thème abordé ici, merci de compléter l'article en donnant les références utiles à sa vérifiabilité et en les liant à la section « Notes et références ».
Hypocrisy est le 6e album studio du groupe suédois Hypocrisy, sorti le 25 mai 1999. La version digipak de l'album inclut le bonus track Self Inflicted Overload. La version japonaise de l'album inclut 3 bonus tracks: Self Inflicted Overload, une version démo de Elastic Inverted Visions et Falling Through the Ground.

## Liste des titres

### Edition standard
| 1.    | Fractured Millennium            | Peter Tägtgren                             | 05:14 |
| 2.    | Apocalyptic Hybrid              | Peter Tägtgren                             | 04:04 |
| 3.    | Fusion Programmed Minds         | Peter Tägtgren                             | 04:39 |
| 4.    | Elastic Inverted Visions        | Mikael Hedlund, Lars Szöke, Peter Tägtgren | 06:16 |
| 5.    | Reversed Reflections            | Peter Tägtgren                             | 04:28 |
| 6.    | Until the End                   | Mikael Hedlund, Peter Tägtgren             | 05:53 |
| 7.    | Paranormal Mysteria             | Peter Tägtgren                             | 04:38 |
| 8.    | Time Warp                       | Lars Szöke, Peter Tägtgren                 | 03:51 |
| 9.    | Disconnected Magnetic Corridors | Lars Szöke, Peter Tägtgren                 | 05:24 |
| 10.   | Paled Empty Sphere              | Mikael Hedlund, Peter Tägtgren             | 06:15 |
| 50:46 |                                 |                                            |       |

### Edition digipak
| 11.   | Selfinflicted Overload (Digipak bonus track) | 04:38 |
| 55:24 |                                              |       |

### Edition japonaise
| 11.   | Selfinflicted Overload          | 04:38 |
| 12.   | Elastic Inverted Visions (Demo) | 06:04 |
| 13.   | Falling Through the Ground      | 04:00 |
| 65:28 |                                 |       |

## Musiciens
- Peter Tägtgren - chant, guitares et claviers
- Mikael Hedlund - basse
- Lars Szöke - percussions